# Савранбаши, Назлы
Назлы Савранбаши (тур. Nazlı Savranbaşı; род. 9 октября 2003, Измир) — турецкая гимнастка, член клуба «Şavkar Gymnastics Club» из Измира. Победительница этапа Кубка мира в Мерсине, участница юношеских Олимпийских игр 2018 года и летних Олимпийских игр 2020 года.

## Биография
Назлы Савранбаши родилась 9 октября 2003 года. Начала заниматься гимнастикой в четырёхлетнем возрасте.

## Карьера
Выступает за клуб «Şavkar Gymnastics Club» из Измира. Первым тренером гимнастки был Нургюль Аккуш Доган, с которым познакомилась в Газиемире. Затем она стала тренироваться у Айсель и Озгюр Гюмюшей.
Назлы Савранбаши участвовала на Европейском летнем юношеском олимпийском фестивале 2017 года.
Назлы Савранбаши приняла участие на юношеских летних Олимпийских играх 2018 года, проходивших осенью в Буэнос-Айресе. Она выступала в квалификации в абсолютном первенстве, но не сумела попасть в финал, заняв лишь 31-е место из 32-х завершивших все четыре вида девушек. Её результат на четырёх снарядах составил 43,532 балла.
Турецкая гимнастка участвовала на турнире VCault в Трнаве на юниорском уровне и завоевала бронзу на разновысоких брусьях и золото в вольных упражнениях.
На этапе Кубка мира в Мерсине Назлы Савранбаши завоевала золотую медаль в соревновании на разновысоких брусьях.
По результатам чемпионата мира 2019 года в Штутгарте получила право участвовать на летних Олимпийских играх 2020 года в Токио. Перед чемпионатом Европы 2020 года в Мерсине Назлы Савранбаши получила травму стопы.
Назлы Савранбаши участвовала на чемпионате Европы 2021 года в Базеле, где не сумела выйти в финал соревнований, выступая, не восстановившись окончательно от прошлогодней травмы.